# 何塞·奧特加·加塞特
何塞·奥特加·加塞特（西班牙語：José Ortega y Gasset，1883年5月9日—1955年10月18日），简称奧特加，是一位西班牙的哲學家、報業從業人員及評論家。其哲学思想主要是存在主義、歷史哲學和对西班牙文化的批判。

## 生平
奧特加在1883年生於西班牙馬德里。1904年獲博士學位。1905年遊學德國，歷時三年，奧特加在此深刻地吸收新康德學派的思想。這一年間，正是發生马克斯·韦伯《資本主義與新教倫理》一書內容於《社會科學與政治文庫》No.20中發表後的論戰風波，而韦伯正是持新康德主義西南歷史學派方法論者。1910年任馬德里大學形而上學教授。1923年為《西方的沒落》一書西班牙譯本作序。1931年西班牙第二共和国成立后当选國會議員，同年因發表批評意見而不見容於國會，1933年未再连任議員。

## 著作書目
- 《藝術的非人性化》1925 (La deshumanización del Arte e Ideas sobre la novela)
- 《小說的筆記》
- 《語言的本質》1927 (Espíritu de la letra)
- 《大众的反叛》1930 (La rebelión de las masas)
- 《論伽利略》 1933 (En torno a Galileo)
- 《自我沉思與自我疏離》1939 (Ensimismamiento y alteración)
- 《技術論》 1939 (Meditación de la técnica)
- 《概念與信念》 1940 (Ideas y Crencias)
- 《愛》 1940出版，後散收錄在各書，台灣有中譯版
- 《論萊布尼茲》 1958
- 《年輕民族的考察》 1958
- 《世界史詮釋》 1960
- 《哲學的起源》

## 知名語錄
- 「不必要的工作會使人情緒低落。[5]」(可能的解釋之一是：不要浪費時間做些無意義的事情，不然就是要附加這些事情意義。)